# George Brent
George Brent, geboren als George Brendan Nolan (Ballinasloe, 15 maart 1904 ,- Solana Beach, 26 mei 1979) was een Iers acteur die voornamelijk actief was in de Amerikaanse cinema in de jaren 30 en 40.

## Biografie
Brent werd geboren in een klein dorp in het Ierse graafschap Roscommon als zoon van een officier van het Britse leger. Op elfjarige leeftijd waren beide ouders al overleden en werd hij naar New York gestuurd om bij zijn tante te wonen. Hij keerde later terug om te studeren aan de Universiteit van Dublin. Ten tijde van de Ierse Onafhankelijkheidsoorlog, tussen 1919 en 1922, maakte Brent deel uit van de IRA. In zijn latere leven beweerde hij enkel actief te zijn geweest als loopjongen van politicus Michael Collins.
Na aankomst in de Verenigde Staten in 1925, nam hij deel aan de tour van het theaterstuk Abie's Irish Rose. In de jaren die volgden, acteerde hij in onder andere Colorado, Rhode Island, Florida en Massachusetts. In 1927 debuteerde hij op Broadway in het toneelstuk Love, Honor, and Betray tegenover Clark Gable. Hij nam enkele tijd later vestiging in Hollywood om zich te richten op een filmcarrière. Hij debuteerde met een bijrol in de film Under Suspicion (1930) voor Fox Film Corporation.
Brents doorbraak volgde nadat hij in 1932 een contract tekende bij Warner Brothers. Hij was twintig jaar werkzaam voor de studio en groeide al gauw uit tot een ster. Hij stond bekend als de favoriete tegenspeler van de veeleisende actrice Bette Davis. Aan het einde van de jaren 40 raakte hij in vergetelheid en na verschijningen in talloze B-films, ging hij in 1953 met pensioen. Hij maakte nog enkele gastrollen in tv-series en keerde in 1978 eenmalig terug naar het witte doek voor een bijrol in Born Again.
Gedurende zijn hoogtijdagen stond Brent in Hollywood bekend als een beruchte womanizer. Naast een langdurige relatie met Davis, zijn er vijf huwelijken van hem bekend, hij trouwde Helen Louise Campbell (1925-27), Ruth Chatterton (1932-34), Constance Worth (1937) en Ann Sheridan (1942-43). In 1947 trouwde hij met model en modeontwerper Janet Michaels, met wie hij twee kinderen kreeg. Ze bleven getrouwd tot haar dood in 1974. Na een lange periode van ziekte, stierf Brent aan de gevolgen van longemfyseem.

## Geselecteerde filmografie
| - Charlie Chan Carries On (1931) - So Big! (1932) - The Rich Are Always with Us (1932) - Week-End Marriage (1932) - The Purchase Price (1932) - Miss Pinkerton (1932) - The Crash (1932) - They Call It Sin (1932) - 42nd Street (1933) - The Keyhole (1933) - Lilly Turner (1933) - Baby Face (1933) - Female (1933) - From Headquarters (1933) - Stamboul Quest (1934) - Housewife (1934) - The Painted Veil (1934) - Living on Velvet (1935) - Stranded (1935) - Front Page Woman (1935) - Special Agent (1935) - The Goose and the Gander (1935) - In Person (1935) - The Golden Arrow (1936) - Give Me Your Heart (1936) - More Than a Secretary (1936) - The Go Getter (1937) - God Is Where You Find It (1938) - Jezebel (1938) - Racket Busters (1938) - Wings of the Navy (1939) | - Dark Victory (1939) - The Old Maid (1939) - The Rains Came (1939) - The Fighting 69th (1940) - Adventure in Diamonds (1940) - 'Til We Meet Again (1940) - The Man Who Talked Too Much (1940) - Honeymoon for Three (1941) - The Great Lie (1941) - International Lady (1941) - Twin Beds (1942) - In This Our Life (1942) - The Gay Sisters (1942) - You Can't Escape Forever (1942) - Silver Queen (1942) - Experiment Perilous (1944) - The Affairs of Susan (1945) - The Spiral Staircase (1945) - Tomorrow Is Forever (1946) - My Reputation (1946) - Lover Come Back (1946) - Temptation (1946) - Out of the Blue (1947) - The Corpse Came C.O.D. (1947) - Slave Girl (1947) - Christmas Eve (1947) - Luxury Liner (1948) - Red Canyon (1949) - Man Bait (1952) - Born Again (1978) |

- Biblioteca Nacional de España: XX1176176
- Bibliothèque nationale de France: cb139300629 (data)
- Gemeinsame Normdatei: 1207559172
- International Standard Name Identifier: 0000 0000 8055 5866
- Library of Congress Control Number: n86138542
- Nationale Bibliotheek van Tsjechië: xx0170961
- Nationale Bibliotheek van Israël: 987007435113505171
- Nederlandse Thesaurus van Auteursnamen: 124154956
- Système universitaire de documentation: 058547649
- Trove: 1018110
- Virtual International Authority File: 122132674